# 月光蟲
『月光蟲』（げっこうちゅう）は筋肉少女帯の5枚目のアルバム。
初回版は紙のBOX、特製数珠付き。ジャケットデザインは沼田元氣。

## 解説
プロデューサーにDEAD ENDやL'Arc〜en〜Cielのプロデュースで有名な岡野ハジメを起用した。
また“僕の宗教へようこそ(Welcome to my religion)”や“少女の王国”、“イワンのばか”などライヴでの定番曲も数多く収録されている。
なおこのアルバムから、原則的に作曲者のクレジット末尾に「＆筋肉少女帯」と記されるようになる。主な要因は大槻の特殊な作曲方法とされる。
リマスタリングが施され、2009年8月19日に再発売された。

## 歌詞と音楽性
メンバーの内田雄一郎は、「少年、グリグリメガネを拾う」のギターリフは大槻ケンヂの初期案がそのまま使われていると、2015年のナタリーとのインタビューの中で説明しており、中学生のような原初感があると述べている。
また大槻はこのインタビューの中で、当時のメンバーがこの作風を受け入れなかったことを理由に没にしようとしたところ、サウンドプロデューサーを務めていた岡野ハジメに引き留められて採用に至ったと話している。
さらに、2015年に同楽曲をカバーした人間椅子の和嶋慎治は、初期の楽曲特有の良い意味で粗削りな部分や、青春期特有の不安感があると同じインタビューの中で話している。

## 収録曲
| 全作詞: 大槻ケンヂ、全編曲: 筋肉少女帯（M-10, 編曲: 岡野ハジメ & 筋肉少女帯）。 |                                                 |            |                         |      |
| #                                                                               | タイトル                                        | 作詞       | 作曲                    | 時間 |
| 1.                                                                              | 「風車男ルリヲ」                                | 大槻ケンヂ | 大槻ケンヂ & 筋肉少女帯 | 3:34 |
| 2.                                                                              | 「少年、グリグリメガネを拾う」                  | 大槻ケンヂ | 大槻ケンヂ & 筋肉少女帯 | 3:33 |
| 3.                                                                              | 「デコイとクレーター」                          | 大槻ケンヂ | 大槻ケンヂ & 筋肉少女帯 | 4:49 |
| 4.                                                                              | 「サボテンとバントライン (Remix)」              | 大槻ケンヂ | 大槻ケンヂ & 筋肉少女帯 | 4:44 |
| 5.                                                                              | 「夜歩くプラネタリウム人間」                    | 大槻ケンヂ | 内田雄一郎 & 筋肉少女帯 | 4:18 |
| 6.                                                                              | 「僕の宗教へようこそ (Welcome to my religion)」 | 大槻ケンヂ | 大槻ケンヂ & 筋肉少女帯 | 4:44 |
| 7.                                                                              | 「悲しきダメ人間」                              | 大槻ケンヂ | 太田明 & 筋肉少女帯     | 1:33 |
| 8.                                                                              | 「少女の王国」                                  | 大槻ケンヂ | 橘高文彦 & 筋肉少女帯   | 3:16 |
| 9.                                                                              | 「イワンのばか」                                | 大槻ケンヂ | 橘高文彦 & 筋肉少女帯   | 5:14 |
| 10.                                                                             | 「少女王国の崩壊 (Instrumental)」               | 大槻ケンヂ | 太田明 & 筋肉少女帯     | 5:39 |
| 合計時間:                                                                       | 合計時間:                                       | 合計時間:  | 41:24                   |      |

## 演奏者
- 大槻ケンヂ - ボーカル
- 橘高文彦 - ギター
- 本城聡章 - ギター
- 内田雄一郎 - ベース
- 太田明 - ドラムス
- 潮崎裕己 - キーボード（ゲスト）
- 秦野猛行（ハタノタケユキ名義） - キーボード（ゲスト）
- 久保田安紀（AKI名義） - ボーカル(#5)、コーラス（ゲスト）